# Universidade Estadual Paulista em Assis
A Faculdade de Ciências e Letras de Assis ou FCLAs anteriormente chamada de Faculdade de Filosofia, Ciências e Letras - FAFIA é uma faculdade brasileira localizada no município de Assis mantida pela Universidade Estadual Paulista, sendo também denominada de Unesp Assis.
Foi a primeira faculdade - sendo atualmente a única universidade estadual multicampi no município. Oferece 5 cursos de graduação - sendo predominante a área de humanas sendo eles Letras (1959), História (1963), Psicologia (1966), Ciências Biológicas (1990) e Engenharia de Bioprocessos e Biotecnologia (2003), unidades de extensão e divide seu campus com a Fatec de Assis desde 2018 que possui os cursos de Gestão Comercial e Gestão da Tecnologia da Informação.

## História

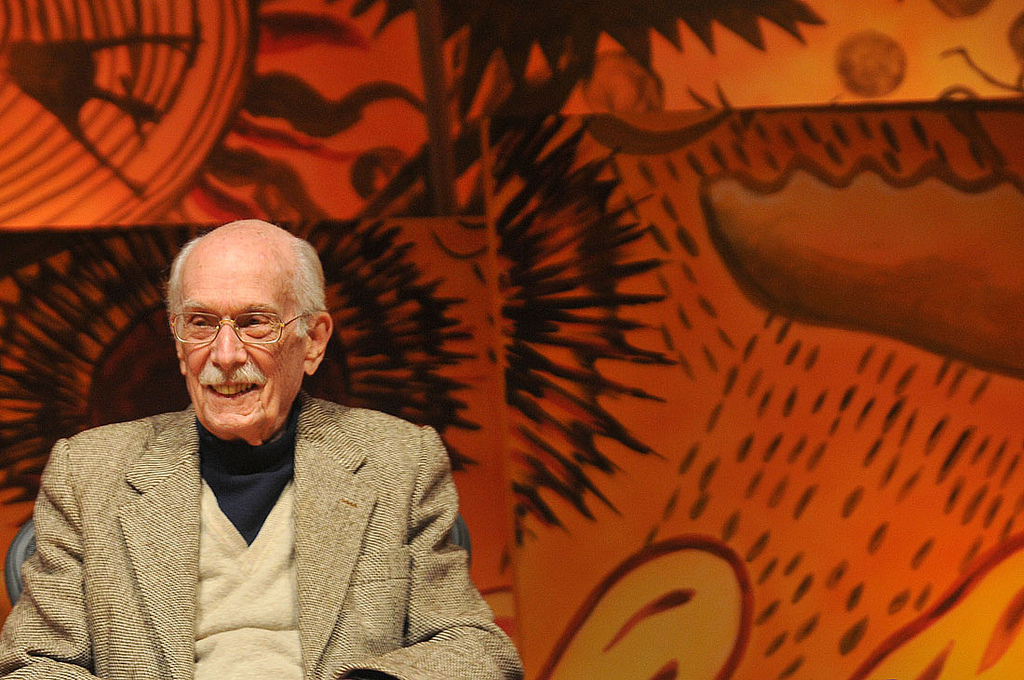
O crítico literário Antônio Cândido foi um dos primeiros professores da antiga FAFIA no curso de Letras

### FAFIA (1958-1976)
A Faculdade de Ciências e Letras de Assis antiga Faculdade de Filosofia, Ciências e Letras - FAFIA foi criada pela lei 3826 no final de 1956 e sancionada por Jânio Quadros em 6 de fevereiro de 1957.  
Foi inaugurada em 16 de agosto de 1958 inicialmente como um instituto superior de ensino isolado, que desde 1976 é um campus da Universidade Estadual Paulista, tendo recebido inicialmente a denominação de Instituto de Letras, História e Psicologia de Assis - ILHPA e atualmente denomina-se Faculdade de Ciências e Letras de Assis. 
Seria pioneira em seus primeiros anos com o regime de tempo integral de seus professores e abandonou o formato de catédra que era comum as faculdades e universidades de sua época.
Seu primeiro curso seria o de Letras, que iniciou suas aulas em 1959. 
Em seus primeiros anos teve icones da crítica literaria nacional e internacional como Antônio Cândido, Naief Sáfady, Antônio Lázaro de Almeida Prado e Erwin Theodor Rosenthal. Antônio Soares Amora, que foi o primeiro diretor da FAFIA contratou também icones internacionais como Antônio Benton, formado pelas universidades de Heidelberg e Munique, Joséph J. van den Besselaar, doutor pela Universidade Nimega (Holanda), Vítor de Almeida Ramos, doutor pela Universidade de Lisboa, Júlio Garcia Morejón, formado pela Universidade de Salamanca, e Wilhelm Sigmund Jonas Speyer, formado pela Universidade de Berlim.
Na época de sua implantação, recebeu diversas críticas como do jornal O Estado de São Paulo em seu artigo Ensino e Cabala de 7 de fevereiro de 1957 se posicionando contra a criação de faculdades no interior em uma fase de falta de recursos que afetava mesmo a USP.
Ao passo que políticos como o então canditato a prefeito de Assis, o Abílio Nogueira Duarte prometia no artigo "Assis: Atenas do interior paulista" na Gazeta de Assis pois a época tramitavam na Assembleia Legislativa projetos de lei para a criação em Assis de faculdade de farmácia e odontologia, faculdade de ciências econômicas, escola agrotécnica, escola superior de educação física e escola de artes dramática. 
Em 1960, o O Estado de São Paulo classfica: “Se, por exceção, a Faculdade de Assis é um estabelecimento modelar de que podemos orgulhar-nos, tanto pela excelência dos seus métodos experimentais como pelo alto nível dos seus mestres nacionais e estrangeiros, outrotanto [sic] não acontece com os demais […]” 
Em 1961 é quando a FAFIA de fato mostra ao país que seria de fato uma faculdade de alto nível com o II Congresso Brasileiro de Crítica e História Literária entre 24 e 30 de julho tendo impacto e desdobramentos importantes.
Seriam implantados novos cursos: o História em 1963 e Psicologia em 1966.
Segundo o Conselho Estadual da Educação (CEE-SP) tiveram pedidos de criação de cursos de Pedagogia (1964), Filosofia (1965) e Jornalismo (1966) - apenas o de Filosofia de fato seria implantado.
Em 1969 foi criada a clínica do curso de Psicologia em prédio alugado pela municipalidade com atendimentos no campo da psicologia aplicada para a comunidade local, tendo inicialmente 92 atendimentos, somente em 1972 passou a funcionar em um prédio no próprio câmpus.

Em 1973 obteve autorização para ministrar cursos de especializações para o ano subsequente.

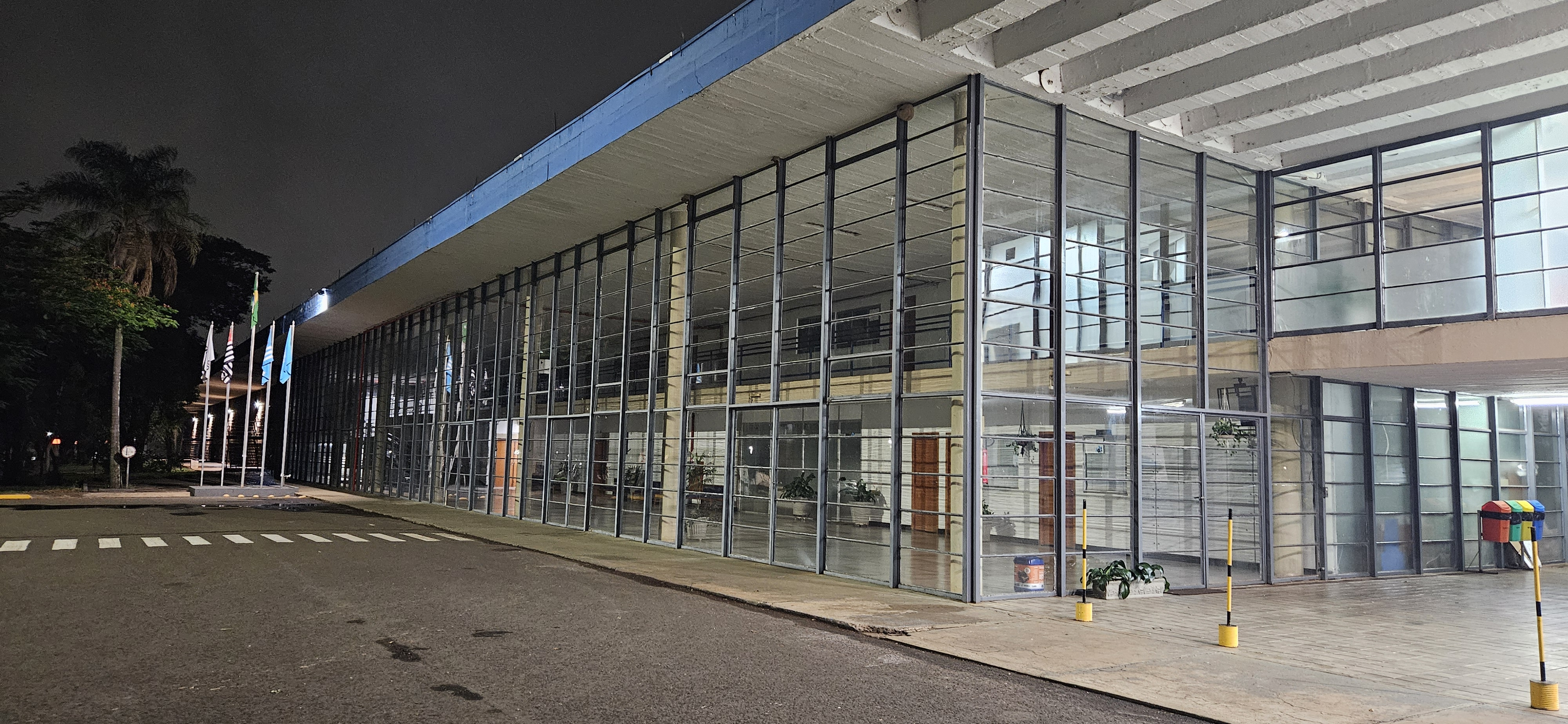
Vista noturna do Prédio I do curso de Letras em 2024

Em 1966 seria o último ano que o curso de Letras seria ministrado em período integral, assumindo o formato atual de aulas no período diurno e noturno.

### Instituto de Letras, História e Psicologia de Assis da Unesp (1976-1988)
Em 1976, a FAFIA foi encampada pela Universidade Estadual Paulista e recebe a denominação de Instituto de Letras, História e Psicologia de Assis (ILHPA), na ocasião, o curso de Filosofia foi transferido para a Unesp de Marília. 
Em 1986 foi criado o Departamento de Psicologia Clínica e em 1987 o de Psicologia Social e Educacional.

### Faculdade de Ciências e Letras de Assis (1988-atualmente)
Em 1990, foi criado o curso de graduação em Ciências Biológicas, que inicialmente se concentrou apenas na formação de licenciados, mas também passou a oferecer a opção de formação em Bacharelado a partir de 1998 e o mestrado em Biociências em 2012.
A partir de 2003 o campus passou a oferecer o curso de Bacharelado em Biotecnologia, o primeiro e único curso de graduação oferecido pela instituição nesta área de conhecimento, sendo o primeiro a ser criado em toda América Latina e o terceiro no mundo, o curso foi reestruturado em 2009, tornando-se graduação em Engenharia Biotecnológica e novamente em 2023 com a denominação de Engenharia de Bioprocessos e Biotecnologia para se adequar a nova realidade acadêmica e mercadológica desta formação.
O campus conta com aproximadamente 1.800 alunos.
Atualmente, a Faculdade de Ciências e Letras oferece cinco cursos de graduação: História, Letras, Psicologia, Ciências Biológicas e Engenharia de Bioprocessos e Biotecnologia. 
A unidade de Assis ainda oferece programas de pós-graduação nas áreas de História (mestrado e doutorado), Letras (mestrado e doutorado), Psicologia (mestrado e doutorado) e Biociências (mestrado).
No campus foi construído um Laboratório de Bioenergia e há o planejamento, feito pelo Conselho Universitário para a implantação de novos cursos, decididos em 2011 que seriam Licenciatura em Artes, Educomunicações, Engenharia de Alimentos e Engenharia da Computação - que ao longo dos anos 2010 nunca foram implantados.

## Departamentos
- Estudos Linguísticos, Literários e da Educação
- Letras Modernas
- Engenharia Biotecnológica
- Ciências Biológicas
- História
- Psicologia Clínica
- Psicologia Social e Educacional
- Psicologia Experimental e do Trabalho

## Infra-estrutura

### Biblioteca e Unidades Auxiliares

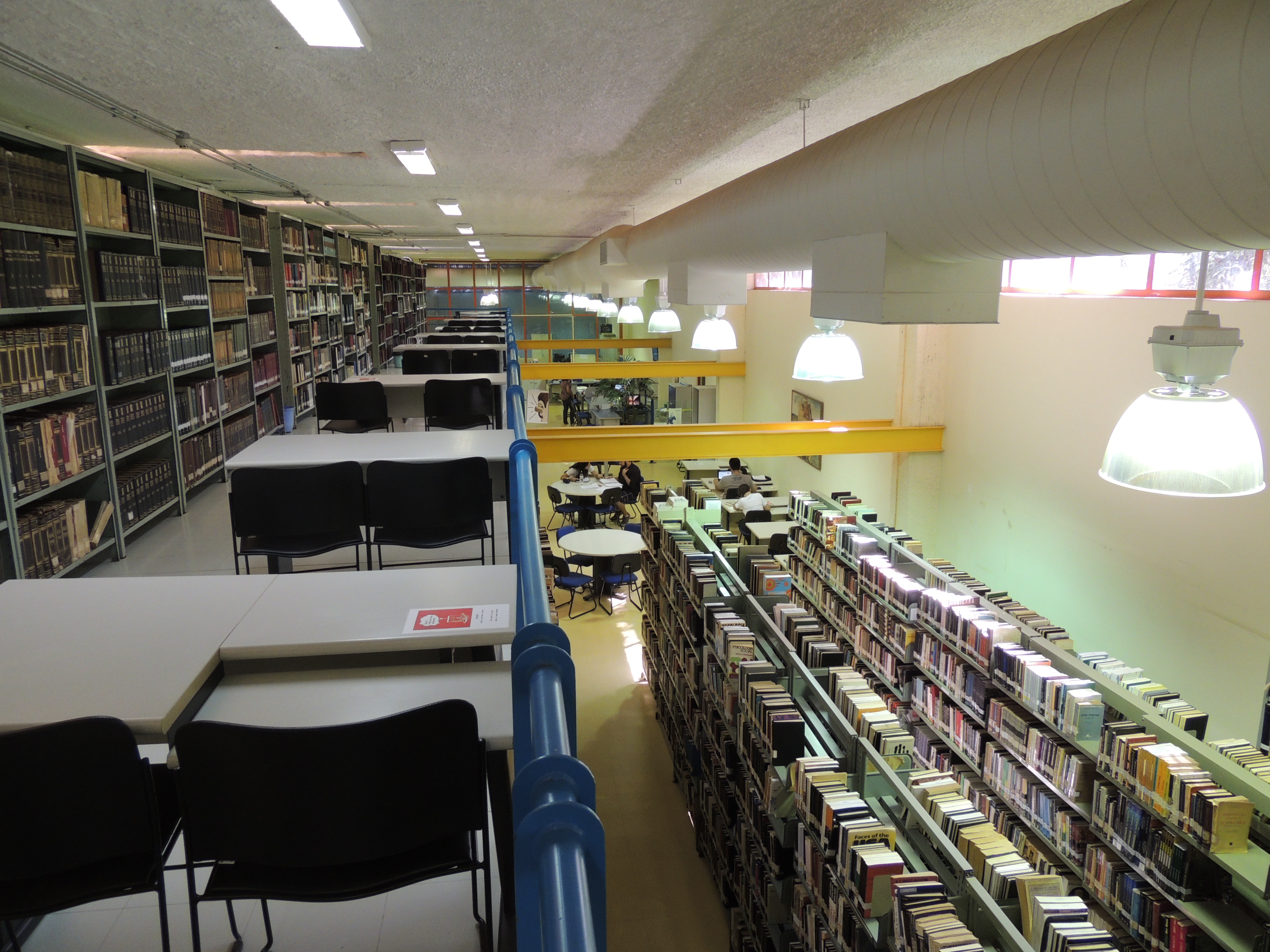
Biblioteca Acácio José Santa Rosa

Possui a biblioteca "Acácio José Santa Rosa", que ocupa uma área de 1.454 metros quadrados, distribuída em dois pavimentos, e possui um acervo de aproximadamente 90 mil livros, 1.770 títulos de periódicos nacionais e internacionais, 2.600 teses e dissertações e 2.500 obras raras e coleções especiais, além de mapas, fitas, folhetos e bases de dados. 
A Biblioteca possui computadores com conexão à internet e a UnespNET - intranet de comunicação interna.

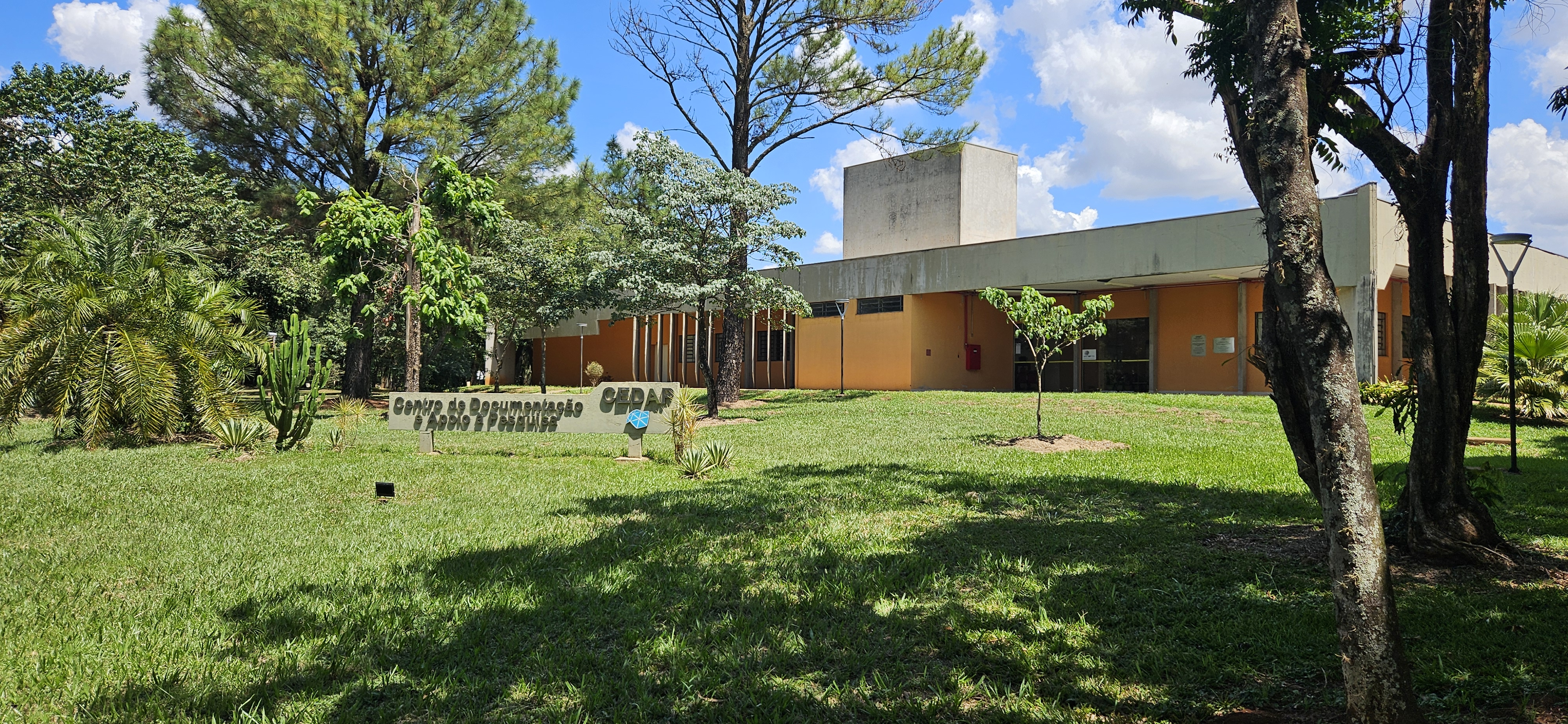
CEDAP

Ainda há, como unidades auxiliares o Centro de Documentação e Apoio à Pesquisa (CEDAP) e o Centro de Pesquisa e Psicologia Aplicada "Dra. Betti Katzenstein" (CPPA).
Há também o Laboratório de Teletandem, para o estudo de línguas por meio de comunicação pela Web com alunos de universidades fora do país para o aprendizado de línguas.

### Moradia Estudantil e Restaurante Universitário
A unidade oferece Moradia Estudantil, oferecendo oportunidades de permanência para alunos socialmente desfavorecidos desde 1990 em uma estrutura de 3 pavimentos com 6 quartos para três pessoas em cada um, tendo cada quarto um banheiro e em cada andar uma cozinha localizado na Rua Londrina, no Jardim Paraná, quadras próximas do campus universitário.
Possui um Restaurante Universitário, em funcionamento desde abril de 1998, que oferece refeições a estudantes e funcionários do campus. Além disso, possui um aplicativo para Android que monitora as senhas para fila dos usuários.
O Restaurante possui capacidade para fornecer até 450 refeições por dia, sendo servidas no horário do almoço.

### Extensão Universitária e Empresas Júnior
A unidade oferece diversos serviços para a comunidade local pelo CEDAP - o Centro de Documentação e Apoio a Pesquisa, CPPA - Centro de Psicologia Aplicada, os Cursinhos Pré-Vestibular "1ª Opção" e "SuperAção"(oferecido na cidade de Tarumã).
O campus possui ainda algumas Empresas Júnior que oferecem serviços como a Humanus (do curso de Psicologia), a CiBi Jr (do curso de Ciências Biológicas), a Biotec Júnior (do curso de Engenharia Biotecnológica, sendo que foi a primeira do país na área de Biotecnologia), a Contemporânea (do curso de História) e Ignis Jr. (do curso de Letras), todas mantidas por alunos dos respectivos cursos do campus. 
A unidade também é sede da televisão universitária denominada TV UNESP Assis, onde são veiculados programas no Canal Universitário da TV a cabo local sobre os cursos da unidade, projetos de extensão, pesquisas e demais atividades oferecidas pelo campus à comunidade dividindo espaço com a FEMA.

## Administração

### Diretores e vice-diretores
| Período         | Diretor                                        | Vice-diretor                         | Referência           |
| --------------- | ---------------------------------------------- | ------------------------------------ | -------------------- |
| 1958-1963       | Antonio Soares Amora                           | Manoel Lelo Bellotto                 | [ 44 ] [ 45 ] [ 46 ] |
| 1964-1968       | Júlio Gregório Garcia Morejón                  | Manoel Lelo Bellotto                 | [ 45 ] [ 45 ] [ 46 ] |
| 1968-1971       | Rolando Morei Pinto                            | Manoel Lelo Bellotto                 | [ 47 ] [ 45 ] [ 46 ] |
| 1971-1975       | Manoel Lelo Bellotto                           | ?                                    | [ 45 ] [ 46 ]        |
| 1980-1984       | Manoel Lelo Bellotto                           | ?                                    | [ 45 ] [ 46 ]        |
| 1987-1991       | José Ribeiro Júnior                            | Carlos Erivany Fantinati             | [ 48 ]               |
| 2003-2007       | Antonio Celso Ferreira                         | Lázaro Cícero Nogueira               | [ 49 ]               |
| 2007-2011       | Mário Sergio Vasconcelos                       | Ivan Esperança Rocha                 | [ 50 ]               |
| 2011-2015       | Ivan Esperança Rocha                           | Ana Maria Rodrigues de Carvalho      | [ 51 ]               |
| 2015-2019       | Andrea Lúcia Dorini de Oliveira Carvalho Rossi | Cátia Inês Negrão Berlini de Andrade | [ 52 ]               |
| 2019-2023       | Darío Abel Palmieri                            | Francisco Cláudio Alves Marques      | [ 53 ] [ 54 ]        |
| 2023 - Presente | Renata Giassi Udulutsch                        | Daniela Nogueira de Moraes Garcia    |                      |

## Filhos ilustres
- Antônio Candido de Mello e Souza - Crítico literário, fundador da FAFIA e sociólogo
- Antônio Soares Amora - Escritor e primeiro diretor da FAFIA